# Овчарівка
Овчарівка (до 2016 р. — Червоний Маяк) — село в Україні, у Менській міській громаді Корюківського району Чернігівської області. Населення становить 22 особи, 14 дворів. середньо-статистичний вік — 65 років. До 2016 орган місцевого самоврядування — Куковицька сільська рада.

## Історія
На мапі РСЧА 1941 року - хутори Овчаренкова, 40 дворів.
З ? і до 2016 року село носило назву Червоний Маяк.
12 червня 2020 року, відповідно до розпорядження Кабінету Міністрів України № 730-р «Про визначення адміністративних центрів та затвердження територій територіальних громад Чернігівської області», увійшло до складу Менської міської громади.
19 липня 2020 року, в результаті адміністративно-територіальної реформи та ліквідації Менського району, село увійшло до складу Корюківського району.